# Fuji (couraçado)
O Fuji (富士) foi o primeiro couraçado pré-dreadnought operado pela Marinha Imperial Japonesa e a primeira embarcação da Classe Fuji, seguido pelo Yashima. Sua construção começou em agosto de 1894 na Thames Ironworks em Londres e foi lançado ao mar em março de 1896, sendo comissionado na frota japonesa em agosto do ano seguinte. Era armado com uma bateria principal composta por quatro canhões de 305 milímetros em duas torres de artilharia duplas, tinha um deslocamento de mais de doze mil toneladas e alcançava uma velocidade máxima de dezoito nós.
O Fuji participou da Guerra Russo-Japonesa, estando presente na Batalha de Port Arthur em fevereiro de 1904, na Batalha do Mar Amarelo em agosto e na Batalha de Tsushima em maio de 1905, sendo levemente danificado nesta última. Foi reclassificado como um navio de defesa de costa em 1910 e usado como embarcação de treinamento até ser tirado do serviço em 1922. Continuou a ser utilizado como alojamento flutuante até julho de 1945, quando foi afundado por um ataque aéreo durante a Segunda Guerra Mundial. Seus destroços foram desmontados em 1948.

## Características

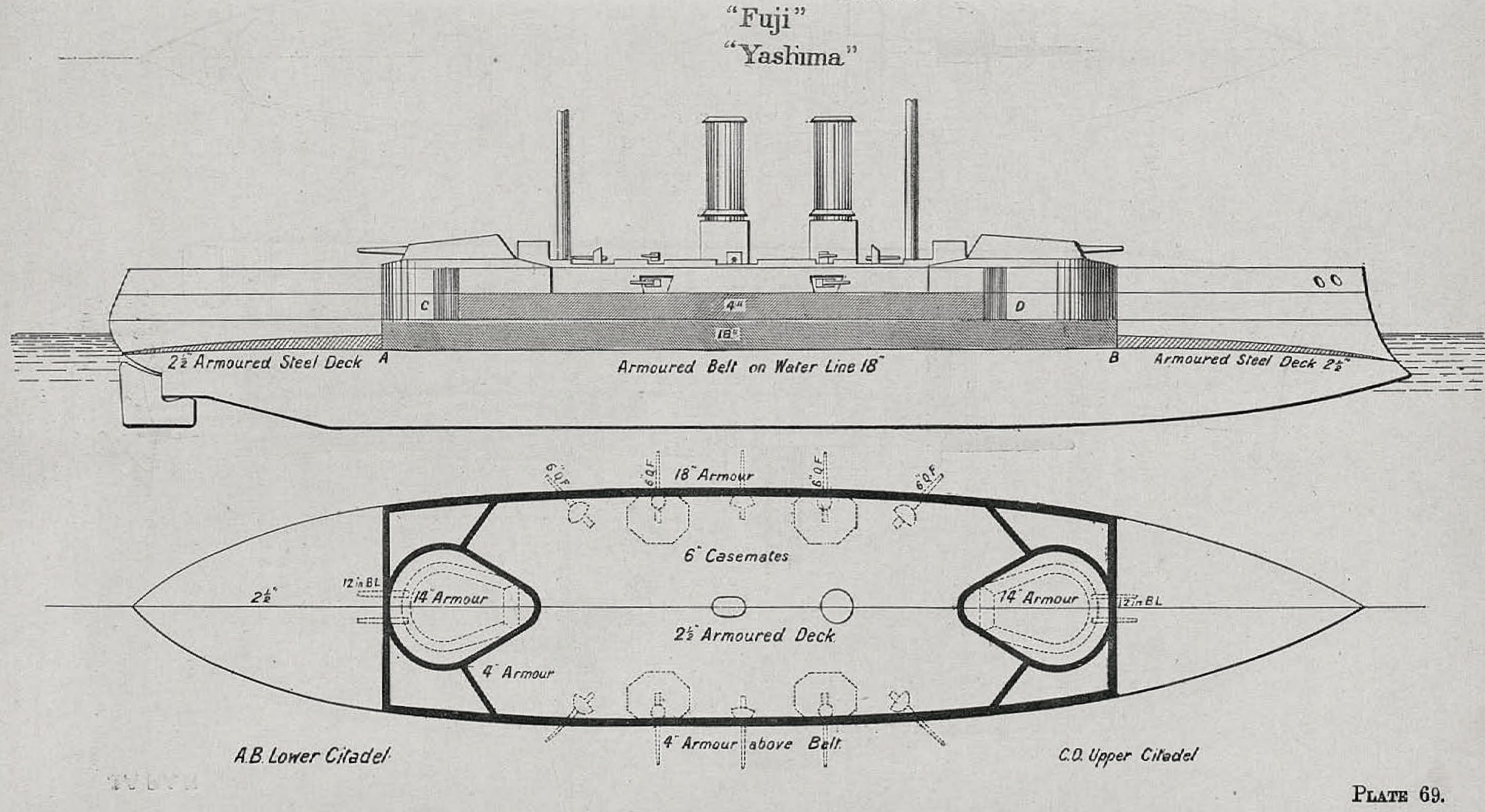
Desenho da Classe Fuji

Os couraçados da Classe Fuji foram os primeiros da Marinha Imperial Japonesa, tendo sido encomendados no Reino Unido em resposta a dois novos ironclads chineses construídos na Alemanha. O Japão nesta época não tinha a tecnologia e a capacidade para construir seus próprios couraçados. O Fuji foi projetado pelo engenheiro George C. Mackrow, sendo uma versão modificada da Classe Royal Sovereign da Marinha Real Britânica.
O Fuji tinha 125,6 metros de comprimento de fora a fora, boca de 22,4 metros e calado máximo de oito metros. Seu deslocamento normal era de 12 734 toneladas. O sistema de propulsão era composto por dez caldeiras cilíndricas a carvão que alimentavam dois motores verticais de tripla-expansão Humphrys Tennant. A potência indicada era de 13,7 mil cavalos-vapor (10,1 mil quilowatts) para uma velocidade máxima de dezoito nós (33 quilômetros por hora). Podia carregar até 1,2 mil toneladas de carvão, o que proporcionava uma autonomia de quatro mil milhas náuticas (7,4 mil quilômetros) a dez nós (dezenove quilômetros por hora). Sua tripulação era composta por 637 oficiais e marinheiros.
O armamento principal tinha quatro canhões calibre 40 de 305 milímetros em duas torres de artilharia duplas, uma à vante e outra à ré. A bateria secundária tinha dez canhões calibre 40 de 152 milímetros, quatro em casamatas nas laterais do casco e seis no convés superior protegidos por escudos. A defesa contra barcos torpedeiros consistia em 24 canhões Hotchkiss de 47 milímetros, divididos em modelos de três e 2,5 libras. Também era armado com cinco tubos de torpedo de 450 milímetros. A blindagem era feita de aço Harvey e o cinturão principal tinha entre 356 e 457 milímetros de espessura. A blindagem das torres de artilharia era de 152 milímetros, enquanto o convés tinha 64 milímetros.

## Carreira

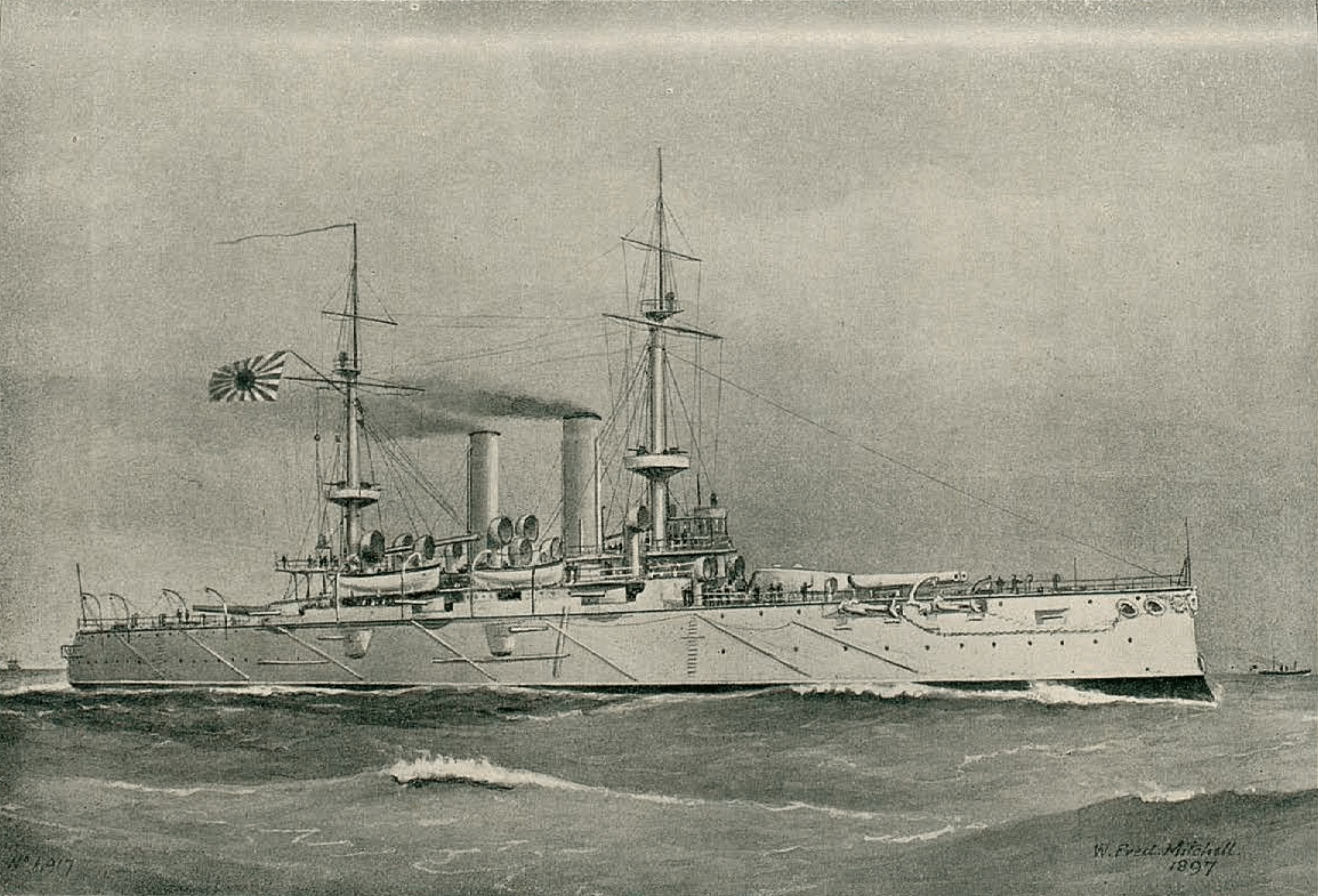
Desenho do Fuji por William Frederick Mitchell em 1897

O Fuji foi nomeado em homenagem ao Monte Fuji, tendo sido encomendado no Programa Naval de 1894. Seu batimento de quilha ocorreu em 1º de agosto de 1894 na Thames Ironworks em Londres. Foi lançado ao mar em 31 de março de 1896 e finalizado em 17 de agosto de 1897. Os trabalhos foram supervisionados por uma equipe de mais de 240 engenheiros e oficiais navais japoneses, incluindo os futuros primeiros-ministros Saitō Makoto e Katō Tomosaburō. Ele participou de uma revista naval em celebração do Jubileu de Diamante da rainha Vitória do Reino Unido em 26 de junho em Spithead, durante seu processo de equipagem em Portland. Em seguida partiu para o Japão por meio do Canal de Suez. Dezesseis dos seus canhões de 47 milímetros foram substituídos em 1901 pelo mesmo número de armas de 76 milímetros. Isto aumentou o número de tripulantes para 652 e depois para 741.
A Guerra Russo-Japonesa começou no início de 1904 e nesta época o oficial comandante do Fuji era o capitão Matsumoto Kazu. O navio foi designado para integrar a 1ª Divisão da 1ª Frota. Participou em 9 de fevereiro da Batalha de Port Arthur, quando a frota japonesa atacou as embarcações russas da Esquadra do Pacífico que estavam ancoradas do lado de fora de Port Arthur. O vice-almirante Tōgō Heihachirō, o comandante japonês, esperava que um ataque surpresa noturno por seus contratorpedeiros seria muito mais bem sucedido do que realmente foi e também contava que seu oponente ficasse desorganizado e enfraquecido, entretanto os russos se recuperaram rapidamente do ataque e estavam prontos para o ataque principal. Os japoneses foram avistados pelo cruzador protegido Boyarin, que estava em patrulha no litoral e avistou o resto da frota. Tōgō escolheu atacar as defesas costeiras russas com seus canhões principais e enfrentar as embarcações russas com a bateria secundária. Esta divisão de poder de fogo foi uma escolha ruim, pois as armas secundárias de 203 e 152 milímetros pouco danificaram os navios inimigos, que concentraram todos os seus disparos na força japonesa. Houve vários acertos dos dois lados, mas apenas dezessete baixas russas contra sessenta mortos e feridos japoneses. O Fuji foi atingido duas vezes, sofrendo dois mortos e dez feridos.
O Fuji e seu irmão Yashima, sob o comando do contra-almirante Nashiba Tokioki, bombardearam cegamente o porto de Port Arthur em 10 de março a partir da Baía dos Pombos, no lado sudoeste da Península de Liautum, a uma distância de 9,5 quilômetros. Eles dispararam 154 projéteis de 305 milímetros, mas infligiram poucos danos. Eles tentaram novamente no dia 22, mas foram atacados por canhões costeiros russos transferidos para o local por ordens do vice-almirante Stepan Makarov, além dos navios em Port Arthur que tiveram sua artilharia auxiliada por observadores na Baía dos Pombos. Os japoneses recuaram pouco depois do Fuji ter sido atingido por um projétil de 305 milímetros.
O navio participou de uma ação em 13 de abril em que Tōgō conseguiu atrair uma parte da Esquadra do Pacífico para fora do porto, incluindo o couraçado Petropavlovsk, a capitânia de Makarov. Os russos deram a volta a fim de retornarem a Port Arthur assim que avistaram os seis couraçados da 1ª Divisão, porém o Petropavlovsk entrou em um campo minado japonês criado na noite anterior. Ele bateu em uma mina naval e afundou em menos de dois minutos depois de um dos seus depósitos de munição ter explodido, com Makarov estando entre os mortos. Tōgō foi encorajado por esse sucesso e retomou as missões de bombardeio, o que fez os russos criarem mais campos minados.
O Fuji participou em 10 de agosto da Batalha do Mar Amarelo, mas não foi danificado porque os russos concentraram seus disparos no couraçado Mikasa, a capitânia japonesa, que estava na vanguarda da linha de batalha. Em 27 de maio esteve na Batalha de Tsushima, a última da guerra. Nesta foi atingido doze projéteis inimigos, o mais sério dos quais penetrou a cobertura da barbeta de ré e incendiou algumas cargas de propelentes, matando oito tripulantes e ferindo outros nove. O incêndio na munição foi apagado, o que permitiu que o canhão esquerdo voltasse a disparar e ele aparentemente realizou o disparo final que finalmente acabou afundando o couraçado Borodino.
A embarcação sediou em 23 de outubro de 1908 um jantar para o embaixador estadunidense Thomas J. O'Brien e os oficiais mais graduados da Grande Frota Branca durante sua circunavegação do mundo. Suas caldeiras cilíndricas foram substituídas em 1910 por caldeiras de tubos d'água Miyabara, enquanto o armamento principal foi substituído por canhões de fabricação japonesa. Foi reclassificado como um navio de defesa de costa neste mesmo ano e realizou deveres de treinamento em várias capacidades até ser tirado de serviço em 1922. Seu casco continuou a ser usado como alojamento flutuante e centro de treinamento em Yokosuka até 1945. O Fuji foi danificado por um ataque aéreo estadunidense em 18 de julho de 1945 durante a Segunda Guerra Mundial, emborcando depois do fim do conflito. Foi desmontado em 1948.